# Заглядовка
Заглядовка — село в Красноярском районе Самарской области в составе сельского поселения Светлое Поле. 

## География
Находится у правого берега реки Кондурча на расстоянии примерно 12 километров по прямой на север-северо-запад от районного центра села Красный Яр.

## Население
Постоянное население составляло 70 человек (русские 86%) в 2002 году, 92 в 2010 году. 